# Гясуля, Клаус
Клаус Фатмир Гясуля (алб. Klaus Fatmir Gjasula; 14 декабря 1989 года, Тирана) — албанский футболист, полузащитник клуба «Рот-Вайсс». Выступал за национальную сборную Албании. Участник чемпионата Европы 2024.

## Карьера в сборной
Клаус Гясуля дебютировал за национальную сборную Албании 7 сентября 2019 года в отборочном матче Евро-2020 против Франции, заменив Юльбера Рамадани на 54-й минуте.

### Матчи за сборную
| № | Дата             | Оппонент | Счёт | Голы | Пасы | Карточки | Минуты | Соревнование             |
| - | ---------------- | -------- | ---- | ---- | ---- | -------- | ------ | ------------------------ |
| 1 | 7 сентября 2019  | Франция  | 1:4  | —    | —    | 66'      | 36'    | Отбор ЧЕ-2020 (группа H) |
| 2 | 10 сентября 2019 | Исландия | 4:2  | —    | —    | —        | 90'    | Отбор ЧЕ-2020 (группа H) |
| 3 | 11 октября 2019  | Турция   | 0:1  | —    | —    | —        | 90'    | Отбор ЧЕ-2020 (группа H) |
| 4 | 14 октября 2019  | Молдова  | 4:0  | —    | —    | 82'      | 90'    | Отбор ЧЕ-2020 (группа H) |

Итого: сыграно матчей: 4 / забито голов: 0; победы: 2, ничьи: 0, поражения: 2.eu-football.info Архивная копия от 8 ноября 2019 на Wayback Machine.

## Личная жизнь
Его старший брат, Юрген (род.1985), также является профессиональным футболистом и играет в Третьей лиге за «Магдебург».